# Pistolet (contre-torpilleur)
Le Pistolet est un contre-torpilleur français de la classe Arquebuse, lancé en mai 1903, et en service dans la Marine française en 1904. Il est rayé de la flotte en janvier 1919 et détruit en 1920.

## Construction
Mis sur cale aux Ateliers et Chantiers de la Loire de Saint-Nazaire, le Pistolet est lancé en mai 1903 et entre en service en 1904.

## LePistoleten chiffres
Long de 56,54 m et large de 5,98 m (comme la plupart des navires de sa classe), le Pistolet pouvait déplacer 300 tonnes à 30 nœuds grâce à ses moteurs qui lui assurait une puissance de 6 300 ch. Son armement consistait en un canon de 65 mm, 6 canons de 47 mm répartit d'avant en arrière, et 2 tubes lance-torpilles.

## Carrière
Après son entrée en service en 1903, le Pistolet est affecté à l'Escadre du Nord, puis aux Forces navales d'Extrême-Orient en 1905. Il est ensuite incorporé à la 2e flottille de torpilleurs de mer de Chine, puis à la défense de Saïgon. Avec ses sister-ships Mousquet et Fronde, il quitte Saïgon et gagne Poulo-Penang, sous contrôle britannique.

## Combat de Penang
Le Pistolet ayant des problèmes de gouvernail et la Fronde quelques soucis techniques, c'est le Mousquet qui assure seul la surveillance du port. Mais le croiseur allemand Emden, qui porte une quatrième cheminée pour se déguiser en croiseur britannique, évite le Mousquet, rentre dans le port et détruit le croiseur russe Jemtchoug, dont la plupart de l'équipage, après avoir passé la soirée à terre, était ivre. Le Mousquet se lance alors à la poursuite de l'Allemand qui tentait de s'échapper, mais est coulé par plusieurs obus de 105 mm. Le Pistolet accourt alors, mais l’Emden réussit à le semer lors d'une tempête.
Revenu à Saïgon quelque temps plus tard, il regagne la France en 1916. Successivement en patrouille en Méditerranée puis bâtiment de réserve, il est rayé de la flotte en 1919 et part à la casse en 1920.